# Ruslana Zychozka
Ruslana Petriwna Zychozka (ukrainisch Руслана Петрівна Цихоцька, engl. Transkription Ruslana Tsykhotska; * 23. März 1986 in Magdagatschi, Sowjetunion) ist eine ukrainische Dreispringerin.

## Sportliche Laufbahn
Erste internationale Erfahrungen sammelte Ruslana Zychozka bei den Weltmeisterschaften 2011 in Daegu, bei denen sie mit 13,28 m in der Qualifikation ausschied. Anschließend gewann sie bei den Militärweltspielen in Rio de Janeiro mit 6,23 m und 14,05 m jeweils die Bronzemedaille im Weit- und Dreisprung. 2012 schied sie bei den Hallenweltmeisterschaften in Istanbul mit 13,21 m in der Qualifikation aus, wie auch bei den Europameisterschaften in Helsinki mit 13,87 m. Auch bei den Weltmeisterschaften in Moskau im Jahr darauf und den Olympischen Spielen 2016 in Rio de Janeiro schied sie mit 13,51 m beziehungsweise 13,63 m in der Qualifikation aus. 2017 nahm sie an den Halleneuropameisterschaften in Belgrad teil und erreichte auch dort mit 13,31 m nicht das Finale.
2011, 2014 und 2016 wurde Zychozka Ukrainische Meisterin im Dreisprung im Freien sowie von 2011 bis 2013 auch in der Halle.

## Persönliche Bestleistungen
- Weitsprung: 6,44 m (−0,6 m/s), 31. Mai 2011 in Jalta
- Dreisprung: 14,53 m (+1,0 m/s), 29. Mai 2012 in Jalta
  - Dreisprung (Halle): 14,00 m, 14. Januar 2012 in Kiew